# عبدالقادر حسن
عبدالقادر حسن (عربی: عبدالقادر حسن محمد؛ زادهٔ ۱۵ آوریل ۱۹۶۲) بازیکن سابق فوتبال اهل امارات متحده عربی است.
وی از سال ۱۹۸۴ تا ۱۹۹۰ در تیم ملی فوتبال امارات متحده عربی بازی انجام داده است و عضو این تیم در جام جهانی فوتبال ۱۹۹۰ بوده است.